# It takes a Village Idiot, and I Married One (libro)
Family Guy: It Takes a Village Idiot, and I Married One es un libro de comedia de Padre de familia escrito por Cherry Chevapravatdumrong y la actriz de voz Alex Borstein. El libro fue publicado el 8 de mayo de 2007. El libro es un monólogo biográfico de Lois Griffin comentando sus memorias desde su infancia a sus intentos de presentarse a las elecciones municipales para alcaldesa de la ficticia ciudad de Quahog, la historia también intercala con otros personajes de la serie como Peter Griffin.
El libro trata sobre los eventos en el episodio de Padre de familia It Takes a Village Idiot, and I Married One teniendo el mismo título.
Fue publicado en Reino Unido en 2007 por Orion Publishing Group.